# День персидской литературы и поэзии
День персидской литературы и поэзии (перс. روز شعر و ادب فارسی - Руз-э шэр-о адаб-э фарси) — иранский праздник, отмечающийся 18 сентября (27 шахривара по иранскому календарю).

## История праздника
Верховный совет культурной революции Ирана утвердил День персидской литературы и поэзии, который стал праздноваться 18 сентября. Этот праздник отмечается в годовщину смерти выдающегося персидского поэта XX века Мохаммада Хосейна Табризи (1906-1988), известного под псевдонимом Шахрияр.
Мохаммад Хоссейн Шахрияр — иранский поэт азербайджанского происхождения, который писал стихи на персидском и азербайджанском языках. Один из самых знаменитых иранских лириков. Его работы были переведены более чем на 30 языков мира. На данный момент его тело покоится в Мавзолее поэтов в Тебризе.

## Персидская литература и поэзия
Персидская литература насчитывает более двух тысяч лет истории, она уходит корнями во времена древней Персии. К сожалению, из-за разрушения библиотеки Персеполиса и других печальных событий почти все образцы доисламаской персидской литературы были утрачены.
Золотой эпохой персидской литературы принято считать Средневековье. Именно в период средневековья появились произведения Фирдоуси Туси, Саади Ширази, Хайяма Нишапури, Хафиза Ширази и других. Одной из причин такого подъёма принято считать тот факт, что, когда Иран был завоеван арабами, персы в основном занимали канцелярские должности. На это время выпал расцвет персидской науки, и в научном обществе Ирана того времени устоялось мнение, что любой грамотный человек обязан уметь излагать свои мысли в стихотворной форме. Доказательства этому можно найти в научных трудах Хайяма, ибн Сины и других ученых того времени. Также одной из причин развития поэзии Средневековья можно считать сложившуюся к тому моменту традицию покровительства правителями талантливых поэтов.
Интересной особенностью поэзии того времени является использование национальных мотивов и апелляция к национальному самосознанию иранцев того времени. Так, например, Фирдоуси в своем героическом эпосе «Шахнаме» использовал минимальное количество заимствованных из арабского языка слов, несмотря на то, что арабский был общеупотребимым языком той эпохи. Это оказало огромное влияние на развитие персидского языка.
Географически персидские поэты творили не только на территории современного Ирана, но также в Таджикистане, Закавказье, Азербайджане, Афганистане и других частях Центральной Азии. Это обусловлено тем, что ираноязычные племена в ту эпоху жили на огромной территории — от Двуречья до Индии.